# Lachnum agaricinum
Lachnum agaricinum är en svampart som beskrevs av Retz. 1795. Lachnum agaricinum ingår i släktet Lachnum och familjen Hyaloscyphaceae.   Inga underarter finns listade i Catalogue of Life.